# إبراهيم ماليكي
إبراهيم ماليكي (بالفرنسية: Ibrahim Maliki)‏ (مواليد 15 يوليو 1981) هو سبّاح نيجري، مثّل بلاده في الألعاب الأولمبية الصيفية 2004.

## روابط خارجية
إبراهيم ماليكي على موقع الاتحاد الدولي للسباحة (الإنجليزية)
- إبراهيم ماليكي على موقع أوليمبيديا (الإنجليزية)